# Radošinské naivné divadlo
Radošinské naivné divadlo je slovenský profesionální divadelní soubor sídlící v Bratislavě. Byl založen 25. prosince 1963 v Radošině Stanislavem Štepkou. Patří k nejúspěšnějším divadlům na Slovensku, jeho představení jsou permanentně vyprodaná.
Mezi jeho významné členy patřila Katarína Kolníková, která v něm účinkovala od roku 1971 až do své smrti v roce 2006.

## Divadelní hry
Toto je neúplný seznam divadelních her Radošinského naivného divadla:
- Ako som vstúpil do seba
- Čierna ovca – premiéra: 15. září 1983
- Človečina
- Desatoro
- Dobrá správa
- Hostinec Grand – premiéra 20. listopadu 1993
- Hry na domáce zvieratá
- Jánošík
- Konečná stanica
- Kúpeľná sezóna
- La-ska-nie
- Loď svet
- Materské znamienka
- Nevesta predaná Kubovi
- Otcovské znamienka
- Pavilón B
- Pokoj domu tomuto
- Raňajky v tráve
- Sedem hlavných hriechov
- Slovenské tango
- Stvorenie sveta
- Štedrý divadelný večer
- Tata
- Vygumuj a napíš
- Ženské oddelenie